# Bystřina (Rovná)
Bystřina (německy Reichenbach) je zaniklá vesnice v severozápadní části Slavkovského lesa v okrese Sokolov v Karlovarském kraji. Ležela přibližně 1,3 km jihovýchodně od Kostelní Břízy, 2,3 km západně od Rovné v nadmořské výšce okolo 580 m. Vesnice se rozprostírala v hlubokém údolí říčky Velké Libavy. Vesnice se nikdy nestala samostatnou obcí a spadala pod Kostelní Břízu. Český název dostala vesnice v roce 1948.
Bystřina je také název dvou sousedních katastrálních území Bystřina u Rovné (obec Rovná) o rozloze 1,52 km2 a Bystřina (obec Březová) o rozloze 0,4 km2.

## Historie
O vesnici neexistuje mnoho historických záznamů. Nejstarší písemný zápis se objevuje v roce 1370 v seznamu leuchtenberských lén. Počátkem 16. století patřila vesnice Štampachům, kolem roku 1550 vlastnil vesnici Engelhart Štapmach. V roce 1611 ji získává Jiří Čejka z Olbramovic.
Ve středověku se zde probíhala těžba olověné rudy a dolování bylo poměrně rozsáhlé. Štoly se nacházely ve svazích nad levým i pravým břehem Velké Libavy. Mezi nejrozsáhlejší patřily důl Antonín a několik štol Jana Křtitele. S přestávkami se zde těžilo ještě v roce 1870. Na konci 19. století dolování ustalo a bylo obnoveno až v roce 1906. Po roce 1945 se zde prováděl průzkum na uranové rudy. Pozůstatky dolové činnosti jsou v terénu patrné dodnes.

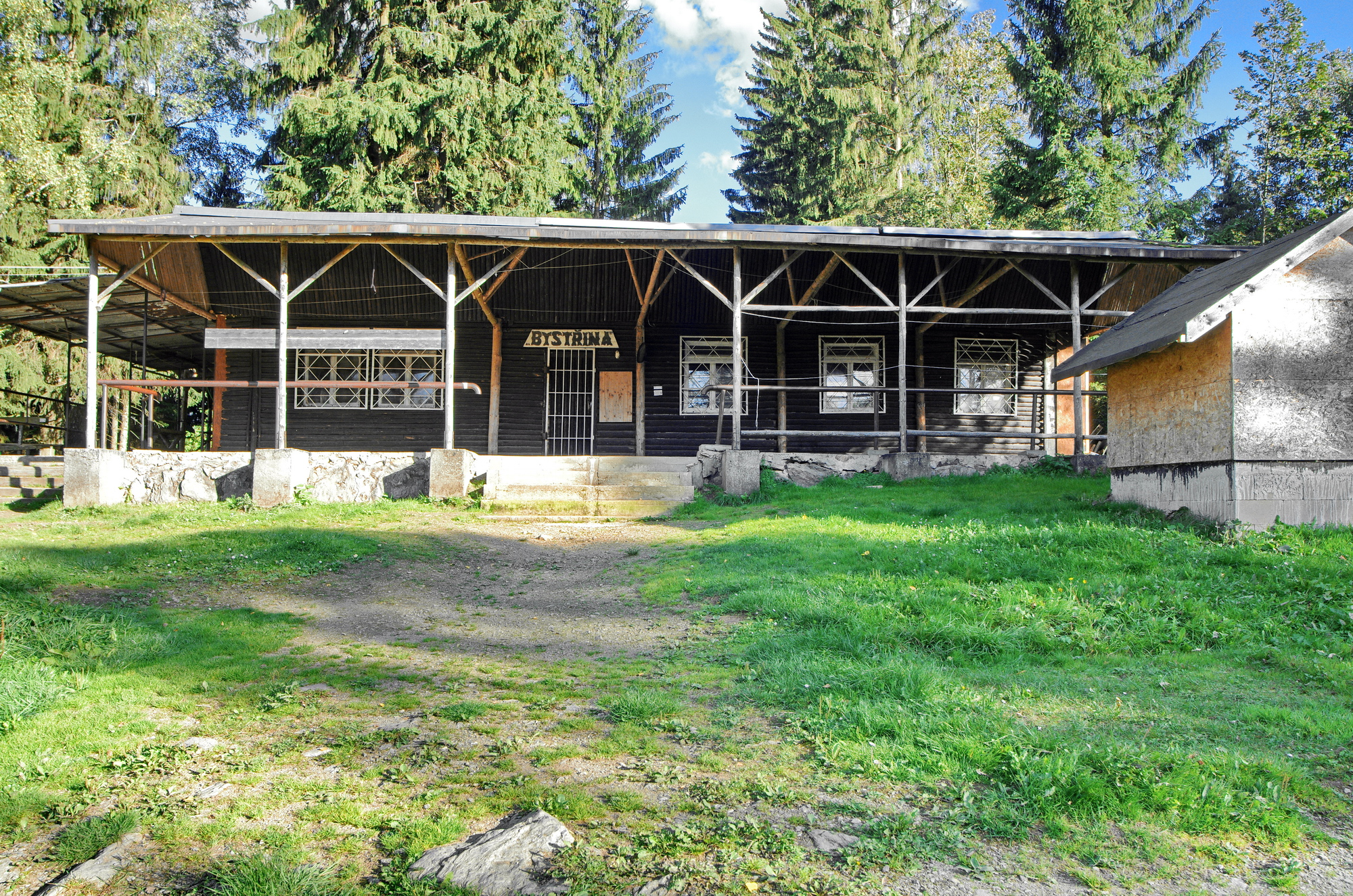
Pionýrský tábor Bystřina

Po skončení druhé světové války došlo k nucenému vysídlení německého obyvatelstva a místo nich přišla armáda do nově vzniklého Vojenského výcvikového prostoru Prameny.
Při opouštění vojenského prostoru v roce 1953 nezůstalo z původní vesnice téměř nic. Výjimkou je stará vodní štola. Tu nechal roku 1926 skrz skalnatý říční ostroh Velké Libavy prokopat Franz Neumann, vlastník Dorschnerova mlýna (pojmenování podle prvního majitele). Vodní štola sloužila k celoročnímu zásobování vodní pily vodou. Během účinkování armády ve vojenském prostoru byl Dorschnerův mlýn demolován, vodní štola však zůstala zachována. V roce 1957 nechal bývalý Místní národní výbor v Kostelní Bříze vybudovat pod zaniklým mlýnem koupaliště. To bylo napájeno vodou z vodní štoly. Nepoužívané koupaliště je dosud zachovalé. Na základech bývalého mlýna byla vybudována malá vodní elektrárna.
Po opuštění vojenského prostoru armádou byly na základech původních stavení v jihovýchodní části bývalé osady postaveny nové chaty. V chatové osadě bylo v roce 2011 nahlášeno k trvalému bydlišti 6 osob a jsou vedeny pod obcí Rovná.
Nad levým břehem Velké Libavy vznikla Pionýrská táborová základna Bystřina, která je provozována dodnes a každý rok o prázdninách se zde konají letní tábory.

## Obyvatelstvo
Při sčítání lidu v roce 1921 zde žilo 169 obyvatel, z nichž bylo 163 obyvatel německé národnosti, šest bylo cizozemců. K římskokatolické církvi se hlásilo 164 obyvatel, pět k církvi evangelické.
| Rok            | 1869 | 1880 | 1890 | 1900 | 1910 | 1921 | 1930 | 1950 |
| -------------- | ---- | ---- | ---- | ---- | ---- | ---- | ---- | ---- |
| Počet obyvatel | 172  | 158  | 143  | 151  | 155  | 169  | 160  | –    |
| Počet domů     | 26   | 26   | 26   | 26   | 28   | 27   | 32   | –    |